# 北勝光康仁
北勝光 康仁（ほくとひかり やすひと、1972年7月15日 - ）は、熊本県本渡市（現在の天草市）出身で八角部屋所属の元大相撲力士。本名は堤内 康仁（つつみうち やすひと）、身長182cm、体重147kg。最高位は西十両10枚目（1998年3月場所、7月場所）。得意技は突き、押し。趣味は読書、性格は飽きっぽい。

## 来歴
幼い頃から相撲を始め、中学高校時代には空手の道場にも通った。熊本工大高校から日本大学に進学し相撲部に入ったが、目立った結果が残せないまま4年間過ごした。一時は角界を諦めたが、相撲に未練が残ったため、日大の田中英寿相撲部監督の紹介で、1学年先輩の鶴賀文仁が所属していた八角部屋に入門し、1995年1月場所に前相撲から初土俵を踏んだ。
幕下で壁に当り一時低迷していた時期もあったが、1998年1月場所には大学卒で前相撲から取り始めた力士として初めて十両に昇進した。押し相撲で勝ち負けの波があり十両には定着できなかったが、負けはしたものの当時連勝街道を直走っていた雅山を土俵際に追い詰める相撲などを見せた。通算5場所十両を経験した（うち2場所は勝ち越し）。
怪我などもあり同年11月場所を最後に幕下に陥落。2001年1月場所、幕下の土俵で2勝5敗と負け越したのを最後に28歳で現役を引退した。引退後は板前の修業をした後、ふぐ料理店や不動産会社勤務を経て、現在はスポーツバーを経営している。

## エピソード
- 学生時代から後輩の面倒見が良く、体育会系特有の先輩風を吹かせるといった態度は一切取らなかったという。その人柄から日本大学の1学年後輩の熊谷（後の小結・海鵬）は実の兄の様に慕っており、角界入りの際には同じ八角部屋への入門を希望したという。

## 通算成績
- 生涯成績：160勝132敗  勝率.548
- 十両成績：34勝41敗  勝率.453
- 現役在位：37場所
- 十両在位：5場所

### 場所別成績
| | 一月場所 初場所（東京） | 三月場所 春場所（大阪） | 五月場所 夏場所（東京） | 七月場所 名古屋場所（愛知） | 九月場所 秋場所（東京） | 十一月場所 九州場所（福岡） |
| --- | ----------------------- | ----------------------- | ----------------------- | --------------------------- | ----------------------- | --------------------------- |
| 1995年 （平成7年） | （前相撲）              | 東序ノ口53枚目 6–1      | 東序二段124枚目 6–1     | 東序二段46枚目 6–1          | 東三段目86枚目 7–0      | 東幕下56枚目 3–4            |
| 1996年 （平成8年） | 西三段目8枚目 4–3       | 東幕下57枚目 2–5        | 西三段目26枚目 6–1      | 東幕下50枚目 5–2            | 西幕下31枚目 5–2        | 東幕下19枚目 2–5            |
| 1997年 （平成9年） | 西幕下36枚目 5–2        | 東幕下22枚目 5–2        | 西幕下12枚目 3–4        | 西幕下19枚目 6–1            | 西幕下7枚目 5–2         | 西幕下筆頭 4–3              |
| 1998年 （平成10年） | 西十両12枚目 8–7        | 西十両10枚目 7–8        | 東十両11枚目 8–7        | 西十両10枚目 5–10           | 西幕下筆頭 5–2          | 東十両13枚目 6–9            |
| 1999年 （平成11年） | 西幕下3枚目 1–6         | 東幕下20枚目 4–3        | 東幕下15枚目 4–3        | 西幕下8枚目 3–4             | 西幕下12枚目 3–4        | 西幕下18枚目 3–4            |
| 2000年 （平成12年） | 東幕下27枚目 4–3        | 東幕下20枚目 3–4        | 東幕下28枚目 5–2        | 東幕下16枚目 3–4            | 東幕下23枚目 3–4        | 西幕下32枚目 3–4            |
| 2001年 （平成13年） | 東幕下41枚目 引退 2–5–0 | x                       | x                       | x                           | x                       | x                           |
| 各欄の数字は、「勝ち-負け-休場」を示す。 優勝 引退 休場 十両 幕下 三賞：敢=敢闘賞、殊=殊勲賞、技=技能賞 その他：★=金星 番付階級：幕内 - 十両 - 幕下 - 三段目 - 序二段 - 序ノ口 幕内序列：横綱 - 大関 - 関脇 - 小結 - 前頭（「#数字」は各位内の序列） |                         |                         |                         |                             |                         |                             |

## 改名歴
- 堤内 康仁（つつみうち やすひと）1995年1月場所-1996年11月場所
- 北勝光 康仁（ほくとひかり-）1997年1月場所-2001年1月場所
  - 北勝光の四股名は、師匠の「北勝」と北勝光と同郷の元大関栃光の「光」から命名。